# Eutetrapha laosensis
Eutetrapha laosensis là một loài bọ cánh cứng trong họ Cerambycidae.